# 移动虚拟运营商
移动虚拟运营商（Mobile virtual network operator，MVNO）是指不拥有无线网络基础设施，向消费者提供无线通信服务的电信运营商。移动虚拟运营商向传统运营商批发通信服务后，制定具有自己特点的套餐提供给消费者。移动虚拟网络运营商可以使用自己的客户服务体系、计费系统、销售人员，也可以使用移动虚拟网络（MVNE）的技术服务。
在中国大陆，该项服务的官方名称为“移动通信转售”业务。

## 历史
移动虚拟运营商在全球各地的出现源于各地不同的背景。在一部分市场，移动虚拟运营商概念的出现来自当地主管部门的行政干预，主管部门希望可以加强运营商之间的竞争；在另一部分市场，传统运营商主动要求出售一部分网络服务来减少过剩的通信能力。
斯堪的纳维亚地区是世界上最早进行移动虚拟运营商服务的地区之一，当地监管部门为了提高通信业竞争，主导推行了这一行为。
维珍移动是英国首个成功的商业化移动虚拟网络运营商，该企业在一年内发展了约50万名用户。

## 发展
截至2012年10月，全球有503家公司经营634个移动虚拟运营商服务，其中包括一家公司提供多国服务的情况。其中，Lycamobile是最大的跨国移动虚拟运营商，共在17个国家提供相关服务。
移动虚拟运营商面向普通消费者和企业，其中大部分主打普通消费者，并以独特的定价特点吸引消费者。
除了提供传统的语音和短信服务，目前超过120个移动虚拟网络运营商也提供移动宽带服务。

## 运营商

### 中国大陆
| 品牌名称     | 企业名称                           | 中国移动 | 中国联通 | 中国电信 | 试点批复时间 | 官网                   |
| ------------ | ---------------------------------- | -------- | -------- | -------- | ------------ | ---------------------- |
| 天音移动     | 天音通信有限公司                   | 是       | 是       | 是       | 2013-12-25   | （页面存档备份，存于） |
| 连连科技     | 浙江连连科技有限公司               | 否       | 否       | 是       | 2013-12-25   |                        |
| 乐语通信     | 北京乐语世纪通讯设备连锁有限公司   | 否       | 是       | 是       | 2013-12-25   | （页面存档备份，存于） |
| 华翔联信     | 北京华翔联信科技有限公司           | 是       | 是       | 否       | 2013-12-25   |                        |
| 京东通信     | 北京京东叁佰陆拾度电子商务有限公司 | 否       | 是       | 是       | 2013-12-25   | （页面存档备份，存于） |
| 北纬蜂巢互联 | 北京北纬通信科技股份有限公司       | 是       | 否       | 是       | 2013-12-25   |                        |
| 阿里通信     | 北京万网志成科技有限公司           | 是       | 是       | 是       | 2013-12-25   | （页面存档备份，存于） |
| 信通通       | 北京迪信通通信服务有限公司         | 是       | 是       | 是       | 2013-12-25   | （页面存档备份，存于） |
| 分享通信     | 北京分享在线网络技术有限公司       | 是       | 否       | 是       | 2013-12-25   | （页面存档备份，存于） |
| 中麦通信     | 巴士在线控股有限公司               | 是       | 是       | 否       | 2013-12-25   |                        |
| 话机世界     | 话机世界通信集团股份有限公司       | 否       | 是       | 是       | 2013-12-25   | （页面存档备份，存于） |
| U.友         | 深圳市优友互联有限公司             | 是       | 是       | 是       | 2014-01-28   | （页面存档备份，存于） |
| 三五通信     | 厦门三五互联科技股份有限公司       | 否       | 否       | 是       | 2014-01-28   | （页面存档备份，存于） |
| 蜗牛移动     | 世纪蜗牛通信科技有限公司           | 否       | 是       | 否       | 2014-01-28   | （页面存档备份，存于） |
| 极信通信     | 北京国美电器有限公司               | 是       | 是       | 是       | 2014-01-28   | （页面存档备份，存于） |
| 苏宁互联     | 苏宁易购集团股份有限公司           | 是       | 是       | 是       | 2014-01-28   | （页面存档备份，存于） |
| 中期移动     | 中期移动通信股份有限公司           | 否       | 是       | 否       | 2014-01-28   | [ ]                    |
| 长江移动     | 长江时代通信股份有限公司           | 否       | 否       | 是       | 2014-01-28   | （页面存档备份，存于） |
| 信时空       | 远特（北京）通信技术有限公司       | 否       | 是       | 否       | 2014-01-28   | （页面存档备份，存于） |
| 朗玛移动     | 贵阳朗玛信息技术股份有限公司       | 是       | 否       | 是       | 2014-08-18   | （页面存档备份，存于） |
| 中兴视通     | 深圳市中兴视通科技有限公司         | 是       | 否       | 否       | 2014-08-18   | （页面存档备份，存于） |
| 用友通信     | 用友移动通信技术服务有限公司       | 否       | 否       | 是       | 2014-08-18   | [ 永久 ]               |
| 普泰移动     | 中邮世纪（北京）通信技术有限公司   | 是       | 否       | 否       | 2014-08-18   | （页面存档备份，存于） |
| 蓝猫移动     | 北京世纪互联宽带数据中心有限公司   | 是       | 否       | 否       | 2014-08-18   | （页面存档备份，存于） |
| 银盛通信     | 银盛电子支付科技有限公司           | 是       | 否       | 否       | 2014-08-18   | （页面存档备份，存于） |
| 红豆电信     | 红豆集团有限公司                   | 否       | 是       | 否       | 2014-11-19   | （页面存档备份，存于） |
| 星美通信     | 深圳星美圣典文化传媒集团有限公司   | 否       | 否       | 是       | 2014-11-19   | （页面存档备份，存于） |
| 优酷移动     | 合一信息技术（北京）有限公司       | 否       | 是       | 否       | 2014-11-19   | （页面存档备份，存于） |
| 日日顺通信   | 青岛日日顺网络科技有限公司         | 否       | 否       | 是       | 2014-11-19   | （页面存档备份，存于） |
|              | 北京青牛科技有限公司               | 否       | 是       | 否       | 2014-11-19   |                        |
| 小米移動     | 小米科技有限责任公司               | 否       | 是       | 是       | 2014-11-19   | （页面存档备份，存于） |
|              | 郑州市讯捷贸易有限公司             | 否       | 否       | 是       | 2014-11-19   |                        |
| 263移动通信  | 二六三网络通信股份有限公司         | 否       | 是       | 否       | 2014-11-19   | （页面存档备份，存于） |
| 海航通信     | 海南海航信息技术有限公司           | 否       | 是       | 是       | 2014-12-11   | （页面存档备份，存于） |
|              | 北京联想调频科技有限公司           | 否       | 否       | 是       | 2014-12-11   |                        |
| 全民优打     | 广东恒大和通信科技股份有限公司     | 否       | 是       | 否       | 2014-12-11   | （页面存档备份，存于） |
|              | 青岛丰信通信有限公司               | 否       | 否       | 是       | 2014-12-11   |                        |
| 网信移动     | 凤凰资产管理有限公司               | 否       | 否       | 是       | 2014-12-11   |                        |
| 平安通信     | 深圳平安通信科技有限公司           | 否       | 是       | 是       | 2014-12-11   | （页面存档备份，存于） |
| 民生通讯     | 民生电子商务有限责任公司           | 否       | 是       | 是       | 2014-12-11   | （页面存档备份，存于） |
| 长城移动     | 鹏博士电信传媒集团股份有限公司     | 是       | 否       | 否       | 2014-12-11   | （页面存档备份，存于） |

新闻报道均称共计 42 家虚拟运营商，但细节报道只包含以上 41 家，一家由广东省内批复的具体情况不明。
2018年7月23日工信部批复15家企业获得移动通信转售正式商用牌照。

### 香港
截至2017年4月30日，流動虛擬網絡營辦商服務持牌人總數為28間公司。
| 持牌人名稱                                                | 本地話音電話服務 | 流動虛擬網絡營辦商服務 | 對外電訊服務 | 互聯網接達服務（IAS） | IAS以外的 IVANS |
| --------------------------------------------------------- | ---------------- | ---------------------- | ------------ | --------------------- | --------------- |
| 中國移動國際有限公司                                      | 是               | 是                     |              | 是                    |                 |
| 華為終端(香港) 有限公司                                   | 是               | 是                     |              |                       |                 |
| 香港寬頻網絡有限公司                                      |                  | 是                     | 是           | 是                    | 是              |
| NTT Com Asia Limited                                      |                  | 是                     | 是           |                       |                 |
| 中國聯通（香港）運營有限公司                              |                  | 是                     | 是           | 是                    |                 |
| 中港通電訊有限公司                                        |                  | 是                     | 是           |                       |                 |
| 中信國際電訊有限公司                                      |                  | 是                     | 是           | 是                    | 是              |
| 電訊數碼移動有限公司                                      |                  | 是                     |              |                       |                 |
| 中國電信國際有限公司                                      |                  | 是                     | 是           | 是                    | 是              |
| IMC Networks Limited                                      |                  | 是                     |              |                       |                 |
| GTI (HK) Limited                                          |                  | 是                     | 是           |                       |                 |
| 香港通訊有限公司 （页面存档备份，存于）                   |                  | 是                     | 是           | 是                    | 是              |
| 德訊有限公司                                              |                  | 是                     |              |                       |                 |
| 新移動通訊有限公司                                        |                  | 是                     |              |                       |                 |
| Truphone (Hong Kong) Limited                              |                  | 是                     | 是           |                       |                 |
| Telekomunikasi Indonesia International (HongKong) Limited |                  | 是                     | 是           |                       |                 |
| 飛越動力國際有限公司                                      |                  | 是                     | 是           |                       |                 |
| Airstar Telecom Holding Limited                           |                  | 是                     |              |                       |                 |
| 263 移動通信(香港)有限公司                                |                  | 是                     |              |                       |                 |
| 阿米巴有限公司                                            |                  | 是                     |              |                       |                 |
| 太思科技(香港)有限公司                                    |                  | 是                     |              |                       |                 |
| 博元訊息科技有限公司                                      |                  | 是                     | 是           |                       |                 |
| 世紀互聯移動通訊有限公司                                  |                  | 是                     |              |                       | 是              |
| Lycamobile Hong Kong Limited                              |                  | 是                     | 是           |                       |                 |
| Worldcom Asia Limited                                     |                  | 是                     | 是           |                       |                 |
| 超能電訊有限公司                                          |                  | 是                     |              |                       |                 |
| 大東移動通訊有限公司                                      |                  | 是                     | 是           |                       |                 |
| Easco Telecommunications Limited                          |                  | 是                     | 是           |                       |                 |